# Túnel del embalse de La Peña
El túnel del embalse de La Peña es un túnel carretero monotubo de 47 metros de longitud excavado en caliza viva, que data de principios del siglo XX, construido contemporáneamente al embalse de La Peña, que fue inaugurado en 1913. Durante buena parte del mismo siglo, estuvo dentro del trazado de la antigua carretera de Tarragona a San Sebastián (N-240), y principal vía de acceso al Pirineo central aragonés.

## Historia
Fue construido a propósito del embalse, el cual anegaría la carretera. A pesar de su escasa longitud, presenta algunos problemas de circulación, ya que a su estrechez se le suma la del puente contiguo sobre el embalse de La Peña, que mide cerca de 200 metros.
El túnel salva el paredón calcáreo de la cerrada del embalse que le da nombre. Justo después de pasar el túnel hacia el norte comienza un puente de celosía metálica que sirve para cruzar el vaso del embalse, mientras que hacia el sur existe un pequeño apartadero que permite estacionar y visitar la gran y veterana presa de tipo arco-gravedad construida con sillares de piedra caliza. También cabe mencionar que hacia el oeste del túnel se ubican otros 10 túneles sobredimensionados de entre 220,5 y 244 metros de longitud que sirven como aliviaderos del embalse con una sorprendente capacidad de 2900 m³/s. Tanto el puente, como el túnel y el embalse son coetáneos. En la actualidad las dos infraestructuras de comunicación han quedado muy estrechas y presentan algunos problemas de circulación.
El conjunto se encuentra en la provincia de Huesca, España en la actual carretera autonómica A-132, como curiosidad cabe mencionar que la otra margen de la cerrada está también horadada por otro túnel, pero esta vez ferroviario y perteneciente a la mítica línea internacional del Canfranc (Zaragoza-Canfranc-Pau). 
Este angosto punto del río Gállego siempre ha sido fundamental para las comunicaciones norte-sur o Francia-España. De hecho, el nombre de río Gállego proviene de río Gallicus o el que llegaba a Caesaraugusta proveniente de la Galia y a través del puerto pirenaico del Somport -Somus Porta o somos la puerta entre la Hispania y la Galia-, aunque hoy día estas comunicaciones se han trasladado al puerto de Monrepós, más al este.